# Fu Jüan-chuej
Fu Jüan-chuej (čínsky pchin-jinem Fù Yuánhuì, znaky zjednodušené 傅园慧, tradiční 傅園慧; * 7. ledna 1996 Chang-čou, ČLR) je čínská soutěžní plavkyně se specializací na znak, držitelka jedné olympijské medaile.
Na olympijských hrách roku 2012 v Londýně soutěžila v plavání znakem na 100 metrů. Ve finále se umístila osmá. O tři roky později se zúčastnila mistrovství světa 2015 v ruské Kazani, kde získala dvě zlaté medaile - v plavání znakem na 50 metrů a v plavecké štafetě - polohový závod. Největší pozornosti se jí dostalo během dalších olympijských her, tentokrát v Riu 2016. V plavání znakem na 100 metrů získala bronzovou medaili a překonala čínský národní rekord v této disciplíně. Na stupnici vítězů se postavila vedle kanadské plavkyně Kylie Massové, s níž dosáhla stejného času a které taktéž překonala národní rekord. O několik dní později se zúčastnila i polohové štafety, ale bolesti jí nedovolily podat uspokojivý výkon.